# Fernando Arretxe
Fernando Arretxe Caminondo (Valcarlos, Navarra; 19 de agosto de 1961) es un exjugador español de pelota vasca en la modalidad de mano, conocido profesionalmente como Arretxe.
Tras destacar en el campo aficionado, inicio sus éxitos profesionales con su victoria en el manomanista de segunda categoría en el año 1986, lo que le supuso debutar en la edición de 1987 en el manomanista de primera categoría. A lo largo de su andadura profesional logró dos txapelas manomanistas, siendo derrotado en otras tantas finales. También destaca su palmarés en el campeonato de parejas, con tres títulos, así como su victoria en 1999 en el Cuatro y Medio. Se retiró del campo profesional en 2001, pero unos años después reapareció de mano de la empresa de pelota Frontis, que trata de ser una alternativa de segundo nivel dentro de la pelota mano, empresa en la que permaneció hasta el año 2009, año en el que pasó a las filas de GARFE. 
Fue el segundo pelotari en lograr las tres txapelas de las máximas competiciones de la mano profesional: manomanista, mano parejas y del cuatro y medio, tras Julián Retegi. Posteriormente han conseguido este mismo logro Juan Martínez de Irujo, Aimar Olaizola, Abel Barriola, Urrutikoetxea y Bengoetxea VI.
Su hijo Iker, Arretxe II, debutó en 2005 en el Labrit de Pamplona, también en la modalidad de pelota mano.

## Finales manomanistas
| Año      | Campeón | Subcampeón | Tanteo | Frontón   |
| -------- | ------- | ---------- | ------ | --------- |
| 1994     | Arretxe | Errandonea | 22-12  | Ogueta    |
| 1996     | Eugi    | Arretxe    | 22-19  | Atano III |
| 1997     | Arretxe | Elkoro     | 22-18  | Atano III |
| 1999 (1) | Beloki  | Arretxe    | 22-9   | Atano III |

(1) En la edición de 1999 se disputaron dos torneos por la falta de acuerdos entre las dos empresas de pelota mano, ASPE y Asegarce.

## Finales de mano parejas
| Año         | Campeones            | Subcampeones             | Tanteo | Frontón   |
| ----------- | -------------------- | ------------------------ | ------ | --------- |
| 1988-89     | Ladutxe - Tolosa     | Retegi II - Arretxe      | 22-18  | Anoeta    |
| 1990-91     | Retegi II - Arretxe  | Salaberria - Galarza III | 22-19  | Anoeta    |
| 1991-92     | Vergara II - Arretxe | Unanue - Zezeaga         | 22-18  | Ogueta    |
| 1992-93 (1) | Alustiza - Maiz II   | Titín III - Arretxe      | 22-20  | Ogueta    |
| 1993-94     | Titin III - Arretxe  | Retegi II - Beloki       | 22-14  | Ogueta    |
| 1995-96     | Capellán - Beloki    | Etxaniz - Arretxe        | 22-18  | Atano III |

(1) En la edición de 1992-93 se disputaron dos torneos por la falta de acuerdos entre las dos empresas de pelota mano, Unidas-Reur y Asegarce.

## Final del Cuatro y Medio
| Año  | Campeón | Subcampeón | Tanteo | Frontón |
| ---- | ------- | ---------- | ------ | ------- |
| 1996 | Arretxe | Nagore     | 22-08  | Ogueta  |

## Final del manomanista de 2ª Categoría
| Año  | Campeón | Subcampeón | Tanteo | Frontón |
| ---- | ------- | ---------- | ------ | ------- |
| 1986 | Arretxe | Urzainki   | 22-12  | Bergara |